# White russian

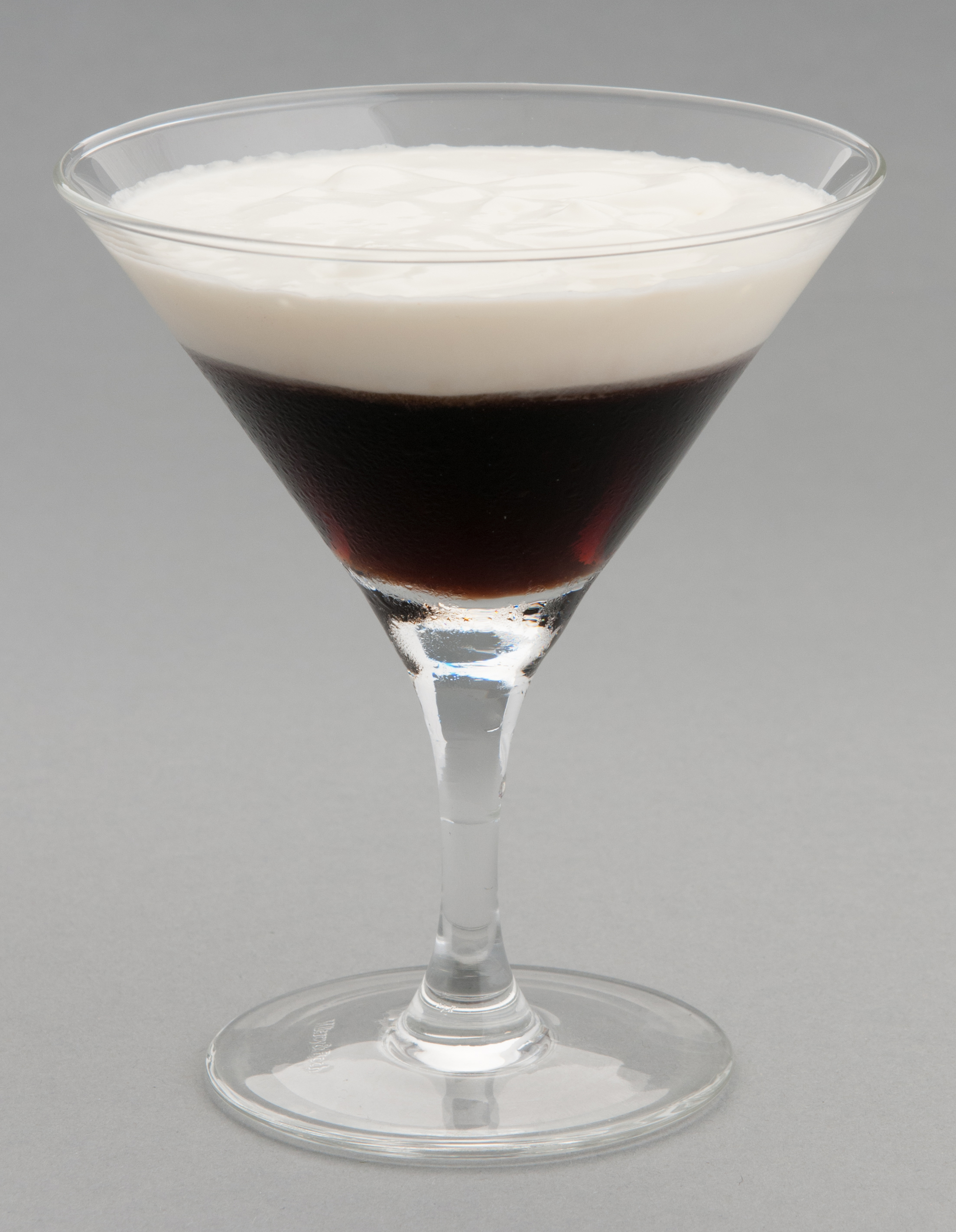
White Russian

White russian är en söt drink som består av vodka, kaffelikören Kahlúa och grädde, alternativt mjölk. Se även black russian. Att drinken i sig skulle vara traditionellt rysk stämmer inte, men vodkan i drinken har gett den sitt namn tillsammans med dess färg.
Drinken förekommer bland annat i filmen The Big Lebowski, där den är huvudpersonen Jeff "The Dude" Lebowskis favoritdrink.